# حفاظت از آب
حفاظت از آب شامل کلیه سیاست‌ها، استراتژی‌ها و فعالیت‌های لازم برای مدیریت پایدار منابع طبیعی آب شیرین، محافظت از هیدروسفر و تأمین تقاضای فعلی و آینده انسانهاست. جمعیت، اندازه خانوارها و رشد و نمو بر میزان مصرف آب تأثیر گذار است. عواملی مانند تغییر اقلیم، فشارها را بر منابع طبیعی آب به ویژه در تولید و آبیاری کشاورزی افزایش داده‌است. در حال حاضر بسیاری از کشورها سیاست‌هایی را با هدف صرفه جویی در مصرف آب اجرا کرده و موفقیت زیادی کسب کرده‌اند.

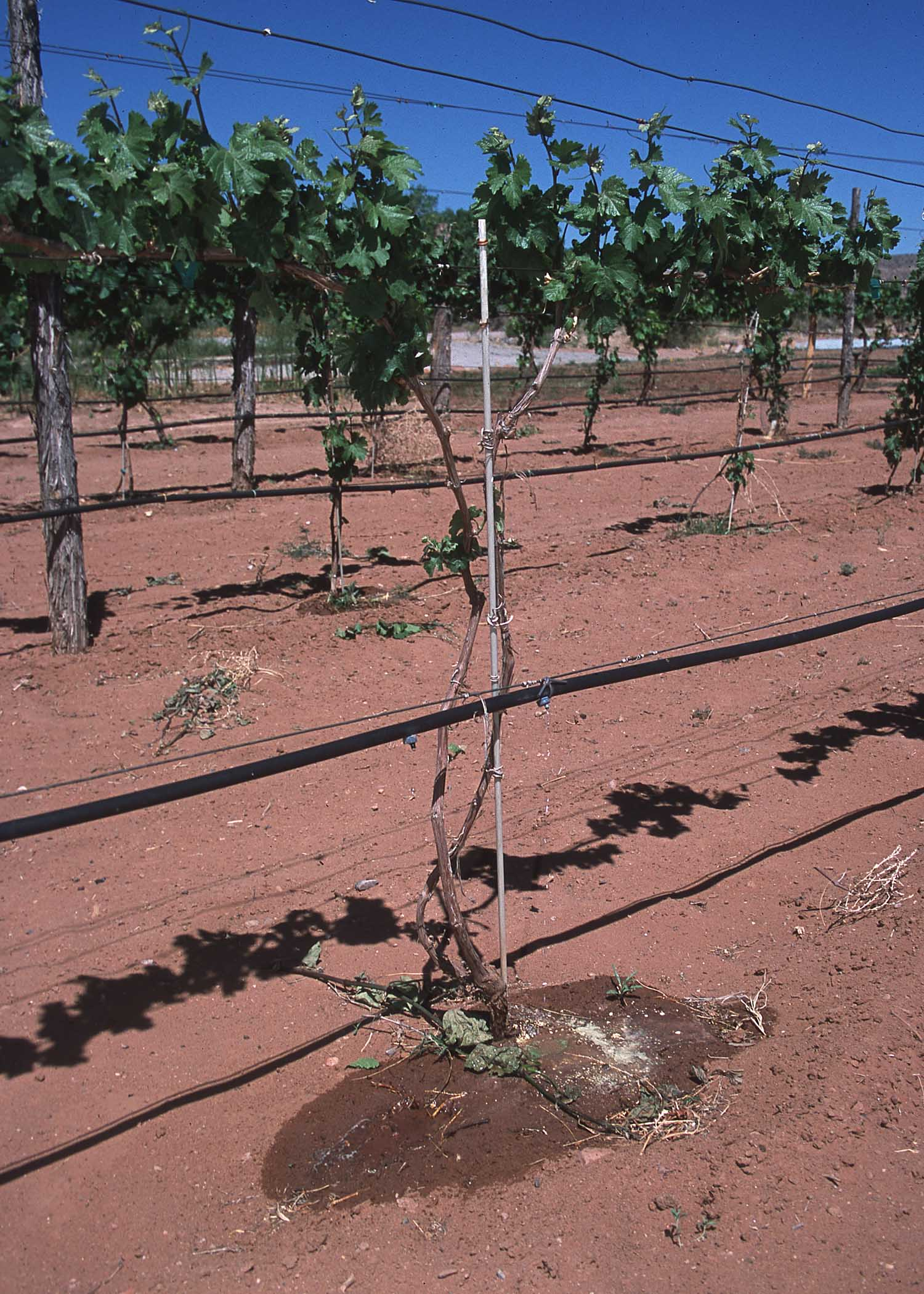
آبیاری قطره ای

## اهداف
- اطمینان از در دسترس بودن آب برای نسلهای آینده که برداشت از منابع آب شیرین در یک اکوسیستم از میزان جایگزینی طبیعی آن فراتر نرود.
- صرفه جویی در انرژی به عنوان پمپاژ آب، تأسیسات و تأسیسات تصفیه فاضلاب مقدار قابل توجهی انرژی را مصرف می‌کند. در برخی از مناطق جهان بیش از ۱۵٪ از کل مصرف برق به مدیریت آب اختصاص داده شده‌است.
- حفاظت از زیست‌گاه که در آن به حداقل رساندن مصرف آب توسط انسان نه تنها به حفظ زیست‌گاه‌های آب شیرین برای حیوانات وحشی و اهلی و پرندگان آبزی مهاجر کمک می‌کند، بلکه کیفیت آب را نیز حفظ می‌کند.[۳]

## استراتژی‌ها
فعالیت‌های کلیدی برای حفاظت از آب به شرح زیر است:
- استفاده از هرگونه کاهش سودمند برای جلوگیری از اتلاف منابع و از دست دادن آب[۴]
- جلوگیری از گونه آسیب به کیفیت آب.
- بهبود روشهای مدیریت آب که باعث کاهش استفاده یا استفاده سودمند از آب می‌شوند.[۵]

## برنامه‌های تجاری

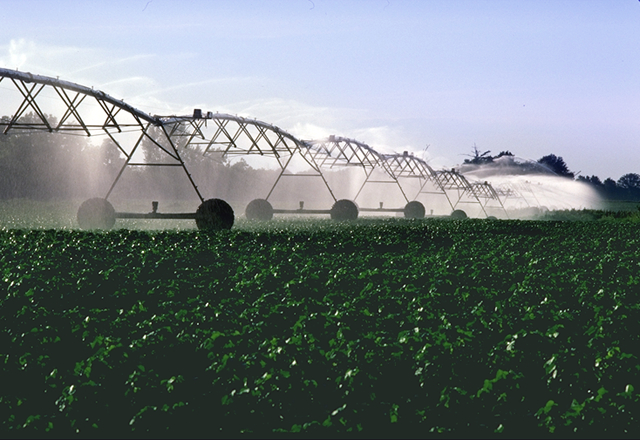
آبیاری سربار، طراحی محور مرکزی

بسیاری از دستگاه‌های صرفه جویی در مصرف آب (مانند سیفون کم‌آب) که در خانه‌ها مفید هستند نیز می‌توانند برای صرفه جویی در مصرف آب در مشاغل مفید باشند. سایر فناوری‌های صرفه جویی در مصرف آب برای مشاغل شامل موارد زیر است:
- ادرارهای بی آب (همچنین در مدارس قابل نصب است)
- کارواش‌های بی آب
- شیرهای مادون قرمز یا شیر آب‌هایی که با پاکار می‌کنند، می‌توانند باکمتر جاری شدن آب در آشپز خانه‌ها و سرویس‌های بهداشتی در مصرف آن صرفه جویی کنند.
- آب‌های تحت فشار، که می‌تواند جای شیلنگ برای تمیز کردن پیاده‌روها استفاده شود
- سیستم‌های گردش مجدد پردازنده فیلم اشعه ایکس
- کنترل هدایت کننده‌های آب در برج‌های خنک‌کننده
- ضدعفونی کننده بخار برای صرفه جویی در آب، جهت استفاده در بیمارستان‌ها و مراکز بهداشتی
- برداشت از آب باران
- استفاده از مبدلهای حرارتی آب به آب.

## بیشتر خواندن
- 978-1-944548-26-1کتاب آنلاین (جدیدترین نسخه متن)
  - دانلود کتاب - Kindle , Nook , Apple , Kobo و PDF